# Udsholt Strand
Udsholt Strand – miasto w Danii, w regionie Stołecznym, w gminie Gribskov.